# Schroeistaartige Skreeft
Een Schroeistaartige Skreeft (Engels: Blast-ended Skrewt) is een fabeldier uit de Harry Potter-boekenserie van de Britse schrijfster J.K. Rowling.
Rubeus Hagrid, de leraar Verzorging van Fabeldieren aan de toverschool Zweinstein, introduceert deze dieren aan zijn leerlingen in hun vierde schooljaar, waaronder Harry Potter en zijn beste vrienden Ron en Hermelien. De leerlingen vinden de beesten op een kruising tussen kreeften en schorpioenen lijken, en griezelen ervan. Er is geen onderscheid te maken tussen de voor- en de achterkant van de beesten. Elke skreeft heeft wel een staart waaruit af en toe vonken, en soms vuurzeeën en knallen komen. De vrouwtjes hebben een zuignap aan hun buik die bloed zuigt en de mannetjes hebben giftige angels als poten. Hun rugschild is hard en glanzend en hun buik is zachter. Hagrid weet niet wat Schroeistaartige Skreeften eten, en probeert daarachter te komen door zijn leerlingen de dieren te laten voeren.
Aanvankelijk heeft Hagrid enkele tientallen Skreeften, maar het aantal wordt snel minder. De beesten groeien als kool en lijken elkaar uit te roeien, want aan het einde van het boek zijn er nog maar een paar exemplaren over.

## Illegaal
Hagrid is verzot op gevaarlijke dieren, zo heeft hij al eens een draak als huisdier gehad (Norbert) en een driekoppige hond (Pluisje). De meeste van deze gevaarlijke dieren mogen niet als huisdier worden gehouden. De Schroeistaartige Skreeft was zelfs bij de leerlingen uit tovenaarsgezinnen niet bekend, dus men vermoedt dat Hagrid de dieren zelf heeft gefokt en dat het een nieuwe diersoort is. Rita Pulpers zegt echter dat het een levensgevaarlijke kruising is tussen Vuurkrabben en Mantichores. In het schoolboek Fabeldieren en waar ze te vinden worden de dieren uiteindelijk gekwalificeerd als "Categorie XXXX", oftewel "Gevaarlijk / vereist speciale kennis / eventueel handelbaar door bekwaam tovenaar".

## Rita Pulpers
Rita Pulpers, de roddeljournaliste van de tovenaarskrant de Ochtendprofeet, komt erachter dat Hagrid een halfreus is. Zij komt dit te weten doordat ze zelf een (ongeregistreerde) faunaat is: ze kan zich veranderen in een kever en kan zo ongezien gesprekken afluisteren. Aangezien reuzen een slechte naam hebben binnen de tovenaarsgemeenschap doet dit veel stof opwaaien, en dat is precies wat Pulpers nastreeft in haar columns. Ze schrijft een artikel over hem, waarin ze ook de Schroeistaartige Skreeften noemt en haar twijfel uitspreekt over de legaliteit van de diersoort. Hagrid neemt dit erg zwaar op en wil zelfs zijn ontslag indienen, maar het schoolhoofd van Zweinstein, Professor Albus Perkamentus, accepteert zijn ontslag niet.

## Toverschool Toernooi
In Harry's vierde schooljaar vindt het Toverschool Toernooi plaats, een internationaal magisch toernooi tussen drie Europese toverscholen. In de laatste opdracht van dit toernooi moeten de deelnemers hun weg vinden in een doolhof waarin ze allerlei gevaren tegenkomen, waaronder ook een Schroeistaartige Skreeft. Harry weet deze Skreeft uiteindelijk te verslaan door de "stremspreuk" (Impedimenta) uit te spreken en te mikken op de zachte buik van de Skreeft.